# 揚げかまぼこ

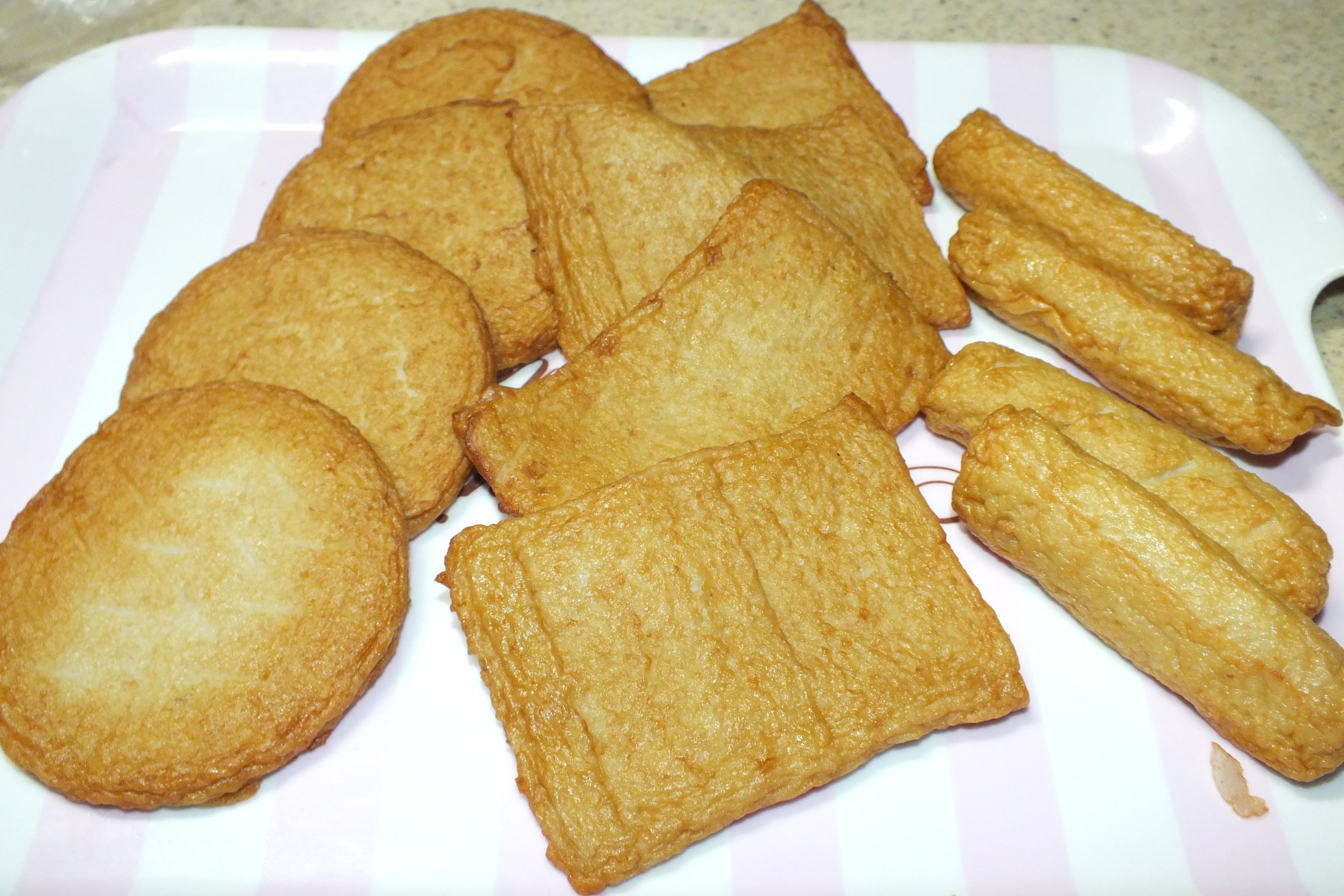
さまざまな揚げかまぼこ

揚げかまぼこ（あげかまぼこ）は、魚のすり身を調味・加工して揚げたものの総称。魚肉練り製品・蒲鉾の分類の一つ。「揚げかま」「天ぷら」「テンプラ」「○○天」「つけあげ」「はんぺん」とも称される。なお、テンプラと呼ばれることがあるとはいっても、普通の天ぷらのように小麦粉や鶏卵で作った衣を使うことは稀で、衣を使わない素揚げか、フライ・カツ・コロッケと同様にパン粉を衣にした魚カツがほとんどである。

## 概要
代表的な製品は、すり身に調味料を加え、成形して素揚げしたもの。その他、「ごぼう天」「ウィンナー巻き」などすり身を巻いたもの。すり身で包んだ「爆弾かまぼこ」がある。また、フライにしたカツレツ製品もある。使用される具材により、「ごぼう天」（魚種:スケトウダラ、エソ、ハモ、ゴボウ）、「じゃこ天」（愛媛県宇和島地方の特産で魚種:ホタルジャコ、ヒメジ）、「白天」（大阪を中心とする京阪神特産で魚種:グチ、ハモ、スケトウダラ）など呼称が分かれる。
薩摩地方のものは、当地で「つけ揚げ」と呼ばれるが、関東地方では「薩摩揚げ」、関西では｢天ぷら」として販売されており、この名称を使用する場合もある（天ぷらと明確な区別をしている場合）。
揚げかまぼこが主流である沖縄県では単に「かまぼこ」と呼ばれるが、蒸し蒲鉾と区別する場合は方言で「チキアギ」と呼ぶ。

## 材料
- スケトウダラ・タラ・エソ・グチ・ハモ・ワラヅカ・ゲンゲなどの白身魚を使用し、出来上がりの中身が白いもの。
- イワシ、アジ、ホッケなどを使用し、出来上がりの中身が灰色・黒いもの。
- じゃこ天用には、ホタルジャコ・ヒメジなど

## 利用

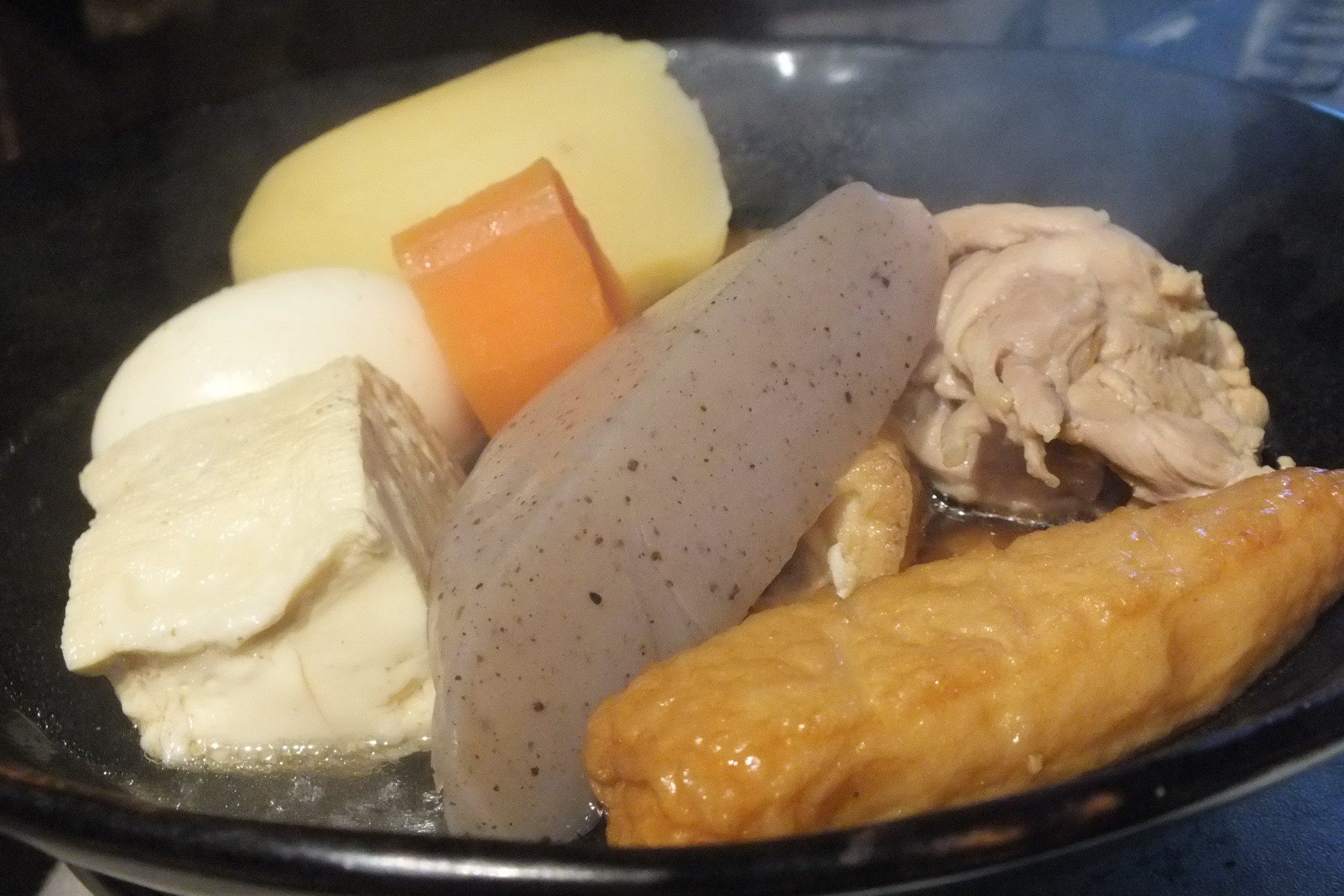
ごぼう天など揚げかまぼこを使ったおでん。

おでん、煮物、鍋物、酒の肴、弁当のおかずなど

## 製品
すり身のみの製品
- ひら天 - 平たく伸ばし成形したもの。
  - 丸天 - 円盤状に成形したもの。
  - 角天 - 長方形に成形したもの。
    - 大角天（東北地方） - 角天の大きいもの。
    - マフラー（北海道地方） - 角天の分厚く大きいもの。
- ボール天・丸天（関西地方） - 小振りの球状に成形したもの。
- ちぎり揚げ・つまみ揚げ - 成形せずに、揚げたもの。
- 白天（関西地方） - 揚げ色がなく白色。
- コンセット（沖縄県） - いわゆる「かまぼこ型」に成型された揚げかまぼこ。米軍兵舎（クォンセット・ハット）の形状に由来。
- じゃこ天（愛媛県南予地方沿岸地域） - ホタルジャコの揚げかまぼこ。骨ごとすり身にして揚げる。
- ほねく（和歌山県） - タチウオの揚げかまぼこ。じゃこ天と同様、骨ごとすり身にして揚げる。

すり身と合わせた（混ぜた）もの
- 野菜天 - 野菜（ニンジン・タマネギなど）と混ぜたもの。
- ごぼう天（ごぼう巻き） - ゴボウをすり身で巻いたもの。
- ウインナー巻き - ウインナー・ソーセージをすり身で巻いたもの。
- いか天 - イカをすり身で巻いたもの。あるいは生地に練り込んだもの。
- たこ天 - タコを生地に練り込んだもの。
- 真薯 - 山芋を生地に練り込んだもの。
- 飫肥天（宮崎県日南市） - 豆腐を生地に練り込んだもの。
- えび天（瀬戸内海沿岸地域）
- ばくだん（沖縄県） - 米飯をすり身で包んだもの。

カツレツ製品（魚カツ）
その多くは、成形したものにパン粉を塗して揚げたもの。
- 赤てん（島根県）
- がんす（広島県）
- 野菜フライ（兵庫県）
- 魚ロッケ（佐賀、大分）
- じゃこカツ（愛媛県）
- フィッシュカツ（徳島県） - すり身にカレー粉を混ぜて揚げたもの。

その他
- パンロール（北海道） - 食パンにすり身を塗り、巻いてそのまま揚げたもの。